# Bosc-le-Hard
Pour les articles homonymes, voir Bosc.
 (juin 2021).
Bosc-le-Hard ([bolar]) est une commune française rurale située dans le département de la Seine-Maritime en région Normandie. La commune comptait 1532 habitants en 2019.

## Géographie

### Localisation

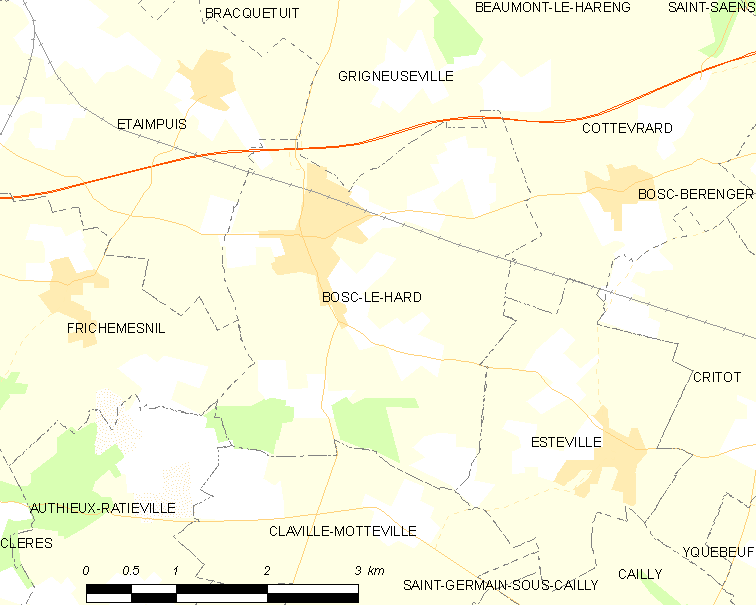
Carte de la commune.

Bosc-le-Hard, située au nord de Rouen, est un petit bourg de la campagne normande. Il s'agit de la principale commune du sud du canton, et c'est aussi une des communes du pays de Bray.
Il occupe un plateau surélevé au-dessus de deux rivières : le Cailly et la Varenne. Le plateau est partagé entre des cultures, des prairies et quelques bosquets.

### Communes limitrophes
| Étaimpuis           | Grigneuseville      | Cottevrard |
| Frichemesnil        | Bosc-le-Hard        |            |
| Authieux-Ratiéville | Claville-Motteville | Esteville  |

### Environnement
Depuis 1969, la commune accueillait un site industriel de rénovation d'emballages métalliques (connue sous le nom de REM) qui y recyclait des fûts métalliques en provenance de l'industrie pétrochimique. Sur son site, une zone de lagunage a été déclarée contaminée en hydrocarbures, en métaux lourds et en solvants chlorés par la DRIRE. Ces lagunes auraient provoqué une pollution en hydrocarbures des eaux souterraines d'après un relevé de la DRIRE effectué en juillet 1997. La société a fait l'objet de plusieurs rapports et arrêtés préfectoraux visant à améliorer la qualité de ses rejets. Un rapport de la DRIRE établi en 2004 stipule par exemple que la société est à l'origine « d'importants rejets de composés organiques volatils » et « de rejets notables d'effluents liquides pollués vers le milieu naturel. » L'ex-PDG a été condamné pour les infractions relevées par la DRIRE à 3 000 € d'amende avec sursis et 780 € de contravention.
La société REM a été mise en liquidation judiciaire en mai 2007. Une partie de l'activité a été reprise en juin 2008 par l'entreprise Green Pack et sous la codirection du neveu du fondateur de la REM. La maire de Bosc-le-Hard, C. Biville, constate que « tout était fait par les repreneurs pour que rien ne soit plus comme avant. »
En août 2012, des résidents de Bosc-le-Hard se plaignaient d'odeurs désagréables qui émanaient de l’usine Green-Pack. Sur sollicitation de l'association Respire, Martine Laquièze, sous-préfète de Dieppe, précise que « cet établissement a fait l'objet d'un contrôle par l'inspection des installations classées le 20 avril 2012 » et que « cette inspection n'a mis en lumière aucune problématique de nuisances olfactives », tout en précisant que « le jour de la visite, les installations n'étaient pas en fonctionnement ».
La sous-préfète ajoute que la visite a révélé le non respect par Green Pack de certaines prescriptions réglementaires :
- « l'absence de réalisation du Plan de Gestion des Solvants (PGS) l'empêchant de justifier ses niveaux d'émissions atmosphériques[9] »
- « la présence de stockages à l'air libre d'effluents solvantés[9] ».

Ces manquements ont conduit les services préfectoraux à demander à la société Green Pack le 14 juin 2012 de « transmettre sous 3 mois son plan de gestion des solvants et de supprimer sous 6 mois les stockages à l'air libre d'effluents solvantés »
Le 29 octobre 2013, la société Green Pack a été déclarée en liquidation judiciaire par le Tribunal De Commerce De Dieppe, désignant Maître Béatrice Pascual en tant que liquidateur judiciaire.
Par arrêté du 16 juillet 2015, la DREAL a mis en demeure la société Green Pack, représentée par son liquidateur judiciaire, de prendre, conformément au code de l'environnement, les mesures de mise en sécurité suivantes :
- mise en œuvre d'une clôture
- nettoyage et évacuation des matières visqueuses et pâteuses des anciens ateliers
- vidange et remblayage des lagunes
- élimination des déchets entreposés à l'intérieur et à l'extérieur des ateliers (fût, big bags, GRV)
- élimination des résidus huileux du bac solvant disposé à l'extérieur des ateliers
- élimination des 450 tonnes de résidu d'huiles minérales conditionnées en GRV[10]

La DREAL a évalué les travaux de dépollution à un million d’euros. Camille Percheron, avocate du liquidateur judiciaire a déclaré n'avoir que 100 000 euros à disposition à la suite de la liquidation de la société.
En août 2015, une pollution huileuse du ruisseau le Chasse-fétu a été constatée sans qu'aucun lien n'ai été fait avec le site pollué de Green Pack. Le maire, Philippe Vincent, n’a pas porté plainte pour cette pollution.
Le 22 décembre 2017, l'ADEME a attribué sur ses fonds propres le marché de vidange, curage et sécurisation des bassins du site Green-Pack à la société Hydroter pour un montant de 219 247 euros.
Le 5 juillet 2018, la dépollution du site entamée par la société Hydroter a été interrompue par arrêté municipal à la suite des plaintes des riverains incommodés par des odeurs, la présence de poudre blanche et se plaignant de maux de tête et de quintes de toux,.

### Hydrographie
La commune est située dans le bassin Seine-Normandie. Elle n'est drainée par aucun cours d'eau,.

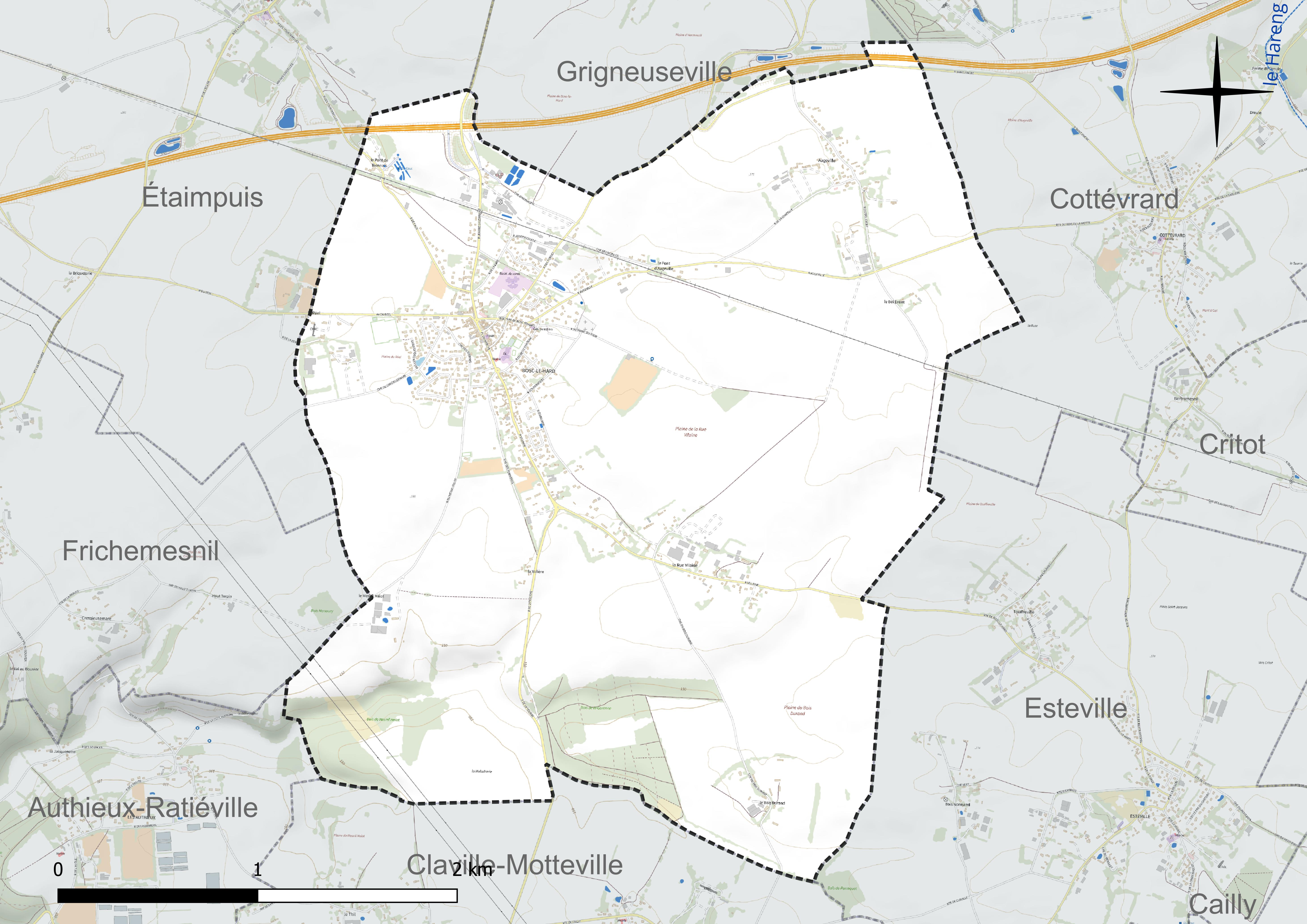
Réseau hydrographique de Bosc-le-Hard.

### Climat
Pour des articles plus généraux, voir Climat de la Normandie et Climat de la Seine-Maritime.
En 2010, le climat de la commune est de type climat océanique dégradé des plaines du Centre et du Nord, selon une étude du CNRS s'appuyant sur une série de données couvrant la période 1971-2000. En 2020, Météo-France publie une typologie des climats de la France métropolitaine dans laquelle la commune est exposée à un climat océanique et est dans la région climatique Côtes de la Manche orientale, caractérisée par un faible ensoleillement (1 550 h/an) ; forte humidité de l’air (plus de 20 h/jour avec humidité relative > 80 % en hiver), vents forts fréquents. Parallèlement, le GIEC normand, un groupe régional d’experts sur le climat, différencie quant à lui, dans une étude de 2020, trois grands types de climats pour la région Normandie, nuancés à une échelle plus fine par les facteurs géographiques locaux. La commune est, selon ce zonage, exposée à un « climat maritime », correspondant au Pays de Caux, frais, humide et pluvieux, légèrement plus frais que dans le Cotentin.
Pour la période 1971-2000, la température annuelle moyenne est de 10,1 °C, avec une amplitude thermique annuelle de 14,1 °C. Le cumul annuel moyen de précipitations est de 903 mm, avec 13,4 jours de précipitations en janvier et 8,9 jours en juillet. Pour la période 1991-2020, la température moyenne annuelle observée sur la station météorologique la plus proche, située sur la commune de Rouen à 21 km à vol d'oiseau, est de 12,6 °C et le cumul annuel moyen de précipitations est de 817,9 mm,. Pour l'avenir, les paramètres climatiques de la commune estimés pour 2050 selon différents scénarios d’émission de gaz à effet de serre sont consultables sur un site dédié publié par Météo-France en novembre 2022.

## Urbanisme

### Typologie
Au 1er janvier 2024, Bosc-le-Hard est catégorisée bourg rural, selon la nouvelle grille communale de densité à sept niveaux définie par l'Insee en 2022.
Elle est située hors unité urbaine. Par ailleurs la commune fait partie de l'aire d'attraction de Rouen, dont elle est une commune de la couronne,. Cette aire, qui regroupe 317 communes, est catégorisée dans les aires de 200 000 à moins de 700 000 habitants,.

### Occupation des sols
L'occupation des sols de la commune, telle qu'elle ressort de la base de données européenne d’occupation biophysique des sols Corine Land Cover (CLC), est marquée par l'importance des territoires agricoles (85,3 % en 2018), en légère diminution par rapport à 1990 (88 %). La répartition détaillée en 2018 est la suivante : 
terres arables (68,1 %), prairies (13,2 %), zones urbanisées (8,3 %), forêts (6,4 %), zones agricoles hétérogènes (4 %). L'évolution de l’occupation des sols de la commune et de ses infrastructures peut être observée sur les différentes représentations cartographiques du territoire : la carte de Cassini (XVIIIe siècle), la carte d'état-major (1820-1866) et les cartes ou photos aériennes de l'IGN pour la période actuelle (1950 à aujourd'hui).

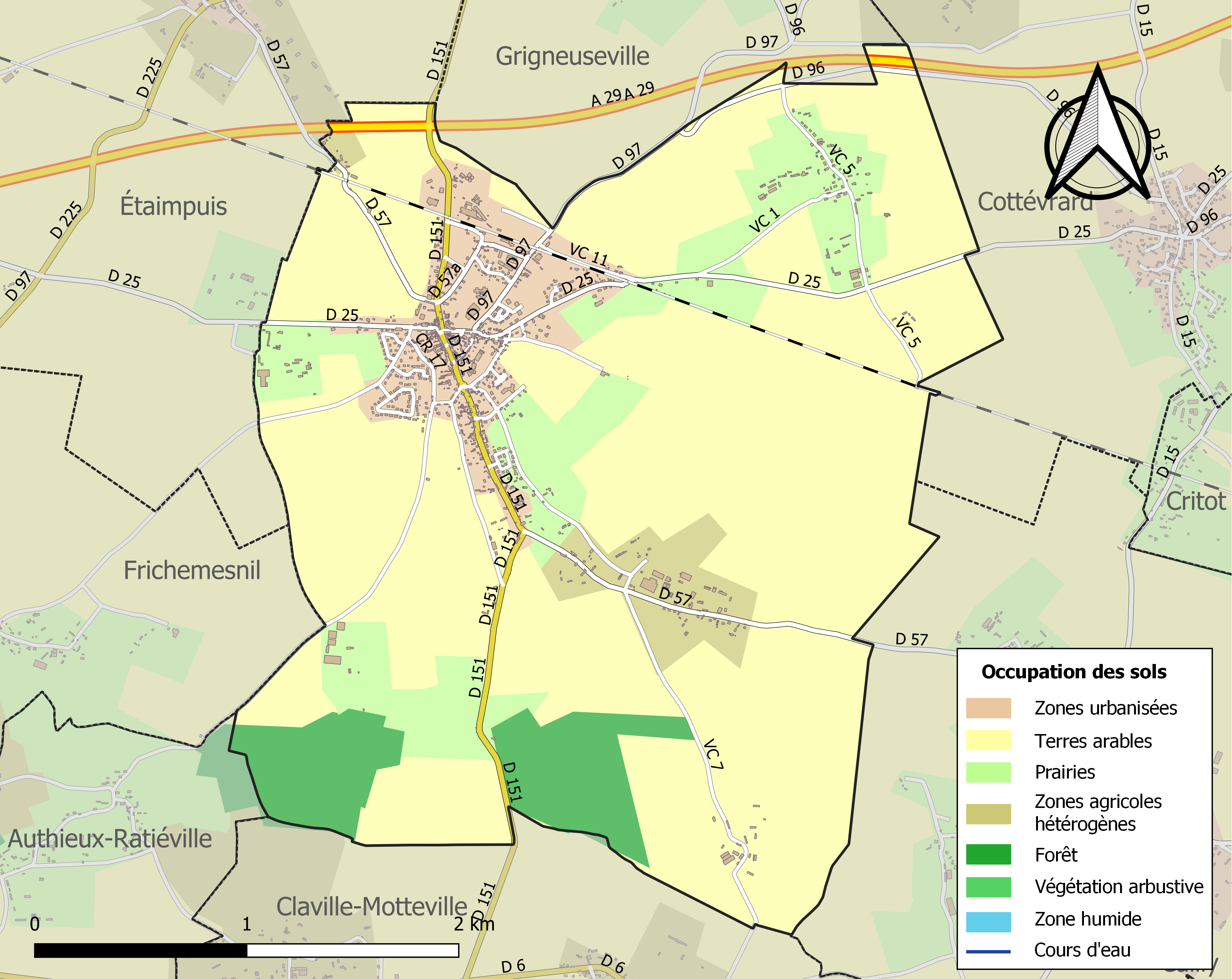
Carte des infrastructures et de l'occupation des sols de la commune en 2018 (CLC).

## Toponymie
Le nom du village est attesté sous la forme latinisée Bosco Rohardi en 1080, puis Bosc-le-Hart en 1460, Bollehart en  1501, le Bolhard en 1715.
En Haute-Normandie, le mot « bois » a conservé sa forme originelle de bosc (parfois réduit à -boc ou Bos-) en toponymie. Il est généralement précédé ou suivi (dans les formations toponymiques plus récentes) d'un anthroponyme. Il s'agit ici de Rothardus / Rohardus, formes latinisées d'un nom de personne germanique, qui subsiste peut-être dans le nom de famille Rouard.
Grossièrement transcrite, l'évolution phonétique pourrait être la suivante : *Boscro[t]hard > *Bosroard > *Bôroard > *Bôrœard > *Bôlœard > *Bolard. [r] est passé à [l] comme c'est souvent le cas. L'apparition de l'article semble tardive.
Ses habitants sont les Bolhardais d'après l'étymologie et la prononciation traditionnelle du nom de la commune « le Bôlar » API : [lœbolar]. Le nom officiel Bosc-le-Hard [boləar] est basé sur une graphie datant de 1460.

## Histoire
Vers le XIe siècle, Bosc-le-Hard abrite un château fort sur la route de Tôtes.
Le 22 décembre 1430, Jeanne d'Arc, achetée par les Anglais au duc de Bourgogne, y séjourne une nuit, dans sa route vers la prison de Rouen.
En 1813, Bosc-le-Hard absorbe la commune voisine d'Augeville.
Le bourg a été desservi par une gare de 1867 à 1938 sur la ligne de Montérolier - Buchy à Motteville.
Lors de la guerre franco-allemande de 1870, le 4 décembre 1870, les troupes françaises y sont défaites face aux Prussiens lors d'une bataille pour le contrôle de la voie ferrée.
La mairie est inaugurée le 24 octobre 1909.

## Politique et administration

### Rattachements administratifs et électoraux
La commune se trouve depuis 1926 dans l'arrondissement de Dieppe du département de la Seine-Maritime. Pour l'élection des députés, elle fait partie depuis 2012 de la dixième circonscription de la Seine-Maritime.
Elle faisait partie depuis 1793 du canton de Bellencombre. Dans le cadre du redécoupage cantonal de 2014 en France, la commune est désormais intégrée au canton de Neufchâtel-en-Bray..

### Intercommunalité
Bosc-le-Hard était membre de la communauté de communes du Bosc d'Eawy, créée en 2002.
Dans le cadre de l'approfondissement de la coopération intercommunale prévu par la Loi portant nouvelle organisation territoriale de la République (Loi NOTRe) du 7 août 2015, cette intercommunalité est dissoute le 31 décembre 2016 et ses communes réparties entre trois intercommunalités.
C'est ainsi que Bosc-le-Hard est désormais membre de la communauté de communes Inter-Caux-Vexin créée le 1er janvier 2017.

### Liste des maires
| Période                                  | Période                   | Identité                  | Étiquette | Qualité                                                                |
| ---------------------------------------- | ------------------------- | ------------------------- | --------- | ---------------------------------------------------------------------- |
| Les données manquantes sont à compléter. |                           |                           |           |                                                                        |
| 1835                                     |                           | Guillaume Pessy           |           |                                                                        |
| /1866                                    |                           | Pierre Mathurin Lenormand |           |                                                                        |
| 1899                                     |                           | Édouard Rochette          |           |                                                                        |
| Les données manquantes sont à compléter. |                           |                           |           |                                                                        |
| 1923                                     |                           | Louail                    |           |                                                                        |
| 20 juin 1927                             | 13 mars 1940              | Maurice Avenel            |           |                                                                        |
| 1959                                     | 1979                      | Jacques Bénet             |           | Haut fonctionnaire                                                     |
|                                          | 1989                      | Jean Moulin               |           | Pharmacien                                                             |
|                                          |                           | Michel Gluntz             |           | Professeur                                                             |
| mars 2001                                | janvier 2007              | Christine Couvelard       |           |                                                                        |
| février 2007                             | 2014                      | Chantal Biville           |           | Présidente de la CC du Bosc d'Eawy (2008 → 2014)                       |
| 2014,                                    | En cours (au 26 mai 2020) | Philippe Vincent          | DVD       | Directeur de l'école Guy-de-Maupassant Réélu pour le mandat 2020-2026, |

### Jumelages
- Goldenstedt (Allemagne) depuis 1989.

## Démographie
L'évolution du nombre d'habitants est connue à travers les recensements de la population effectués dans la commune depuis 1793. Pour les communes de moins de 10 000 habitants, une enquête de recensement portant sur toute la population est réalisée tous les cinq ans, les populations de référence des années intermédiaires étant quant à elles estimées par interpolation ou extrapolation. Pour la commune, le premier recensement exhaustif entrant dans le cadre du nouveau dispositif a été réalisé en 2005.

En 2022, la commune comptait 1 589 habitants, en évolution de +9,21 % par rapport à 2016 (Seine-Maritime : +0,35 %, France hors Mayotte : +2,11 %).
| 1793 | 1800 | 1806 | 1821 | 1831 | 1836 | 1841 | 1846 | 1851 |
| ---- | ---- | ---- | ---- | ---- | ---- | ---- | ---- | ---- |
| 670  | 617  | 610  | 735  | 750  | 740  | 814  | 717  | 756  |

| 1856 | 1861 | 1866 | 1872 | 1876 | 1881 | 1886 | 1891 | 1896 |
| ---- | ---- | ---- | ---- | ---- | ---- | ---- | ---- | ---- |
| 754  | 738  | 756  | 736  | 720  | 740  | 703  | 749  | 826  |

| 1901 | 1906 | 1911 | 1921 | 1926 | 1931 | 1936 | 1946 | 1954 |
| ---- | ---- | ---- | ---- | ---- | ---- | ---- | ---- | ---- |
| 879  | 758  | 730  | 776  | 766  | 791  | 796  | 860  | 833  |

| 1962 | 1968 | 1975  | 1982  | 1990  | 1999  | 2005  | 2006  | 2010  |
| ---- | ---- | ----- | ----- | ----- | ----- | ----- | ----- | ----- |
| 825  | 876  | 1 224 | 1 178 | 1 271 | 1 410 | 1 463 | 1 449 | 1 491 |

| 2015  | 2020  | 2022  | - | - | - | - | - | - |
| ----- | ----- | ----- | - | - | - | - | - | - |
| 1 466 | 1 567 | 1 589 | - | - | - | - | - | - |

## Économie
Le bourg est riche en commerces et artisans de toutes sortes[réf. souhaitée] et compte trois supermarchés.

## Culture locale et patrimoine

### Lieux et monuments
Bosc-le-Hard est un bourg dont la grande rue est dite place du Marché. De chaque côté se dressent des maisons à caractère bourgeois qui forment un bel ensemble. Cet ensemble est rehaussé par une demeure majestueuse et un beau manoir dit le « Petit Château » où se trouve actuellement la mairie.
- l'église Saint Jean-Baptiste[43],
- l'église Saint Jean-Éloi à Augeville[44],
- le monument aux morts (1921)[45],
- le pressoir à cidre typique.

### Personnalités liées à la commune
- Joseph Caulle (1885-1915), champion de France du 800 mètres en athlétisme. Il est né à Bosc-le-Hard en 1885 et y a vécu. Il est mort au combat en 1915. Son palmarès sportif est limité mais sa notoriété locale est forte. En son souvenir, la commune a donné son nom à l'Amicale sportive et à l'une des rues du village.
- Albert Malet (1905-1986), artiste peintre né à Bosc-le-Hard.

### Héraldique
| Armes de Bosc-le-Hard | Les armes de la commune de Bosc-le-Hard se blasonnent ainsi : De gueules à l’agneau pascal d’or à la tête contournée nimbée d’argent, tenant avec sa patte senestre une croix à longue hampe du même de laquelle pend une banderole aussi d’or chargée d’une croisette du champ, au chef cousu d’azur. |